# Soppe-le-Haut
Soppe-le-Haut är en kommun i departementet Haut-Rhin i regionen Grand Est (tidigare regionen Alsace) i nordöstra Frankrike. Kommunen ligger i kantonen Masevaux som tillhör arrondissementet Thann. År 2018 hade Soppe-le-Haut 544 invånare.

## Befolkningsutveckling
Antalet invånare i kommunen Soppe-le-Haut
| Referens: INSEE |